# Kasiyan (Sukolilo)
Kasiyan is een bestuurslaag in het regentschap Pati van de provincie Midden-Java, Indonesië. Kasiyan telt 2374 inwoners (volkstelling 2010).